# Bitwy, Kampanie, Dowódcy
Bitwy, Kampanie, Dowódcy – polska seria wydawnicza Wydawnictwa MON podejmująca zagadnienia wojskowości, ukazująca się w latach 1967–1977.
Ogółem ukazało się 100 tomików w formacie kieszonkowym (10,5 × 14,5 cm) w twardej oprawie. Serię opatrywano również skrótem „BKD”.
Drugą, podobną serią tematycznie i o zbliżonym formacie, acz w miękkiej oprawie, wydawaną przez to samo wydawnictwo w latach 1957–1990 była tzw. seria z „Tygryskiem” (Biblioteka Żółtego Tygrysa).

## Autorzy i tytuły tomików
| Autor                                     | Tytuł                                                                     | Numer tomu |
| ----------------------------------------- | ------------------------------------------------------------------------- | ---------- |
| Edward Granat                             | Alarm w garnizonie: Z walk BCh na Ziemi Kroczyckiej                       | 5/1972     |
| Józef Bolesław Garas                      | Alowcy Kielecczyzny 1944                                                  | 5/1975     |
| Apoloniusz Zawilski                       | Bitwa nad Bzurą 1939                                                      | 3/1968     |
| Kazimierz Sławiński                       | Bitwa o Pomorze 1939                                                      | 1/1974     |
| Janusz Przymanowski                       | Bitwa pod Studziankami 1944                                               | 4/1970     |
| Andrzej Feliks Grabski                    | Bolesław Chrobry 967–1025                                                 | 1/1970     |
| Andrzej Feliks Grabski                    | Bolesław Krzywousty 1085–1138                                             | 6/1968     |
| Władysław Ważniewski                      | Bój o republikę pińczowską 1944                                           | 8/1972     |
| Jan Maria Gisges                          | Czerwony pułkownik 1829–1863: Rzecz o Marcinie Borelowskim „Lelewelu”     | 3/1975     |
| Wiesław Majewski                          | Dębe Wielkie – Iganie 1831                                                | 2/1969     |
| Maria Szypowska                           | Edward Dembowski 1822–1846                                                | 4/1973     |
| Jan Lempowski                             | Generał Aleksander Waszkiewicz 1901–1945                                  | 9/1976     |
| Marian Lech                               | Generał Antoni Madaliński 1739–1805                                       | 11/1970    |
| Andrzej Syta                              | Generał Dezydery Chłapowski 1788–1879                                     | 13/1971    |
| Marek Ruszczyc                            | Generał Ignacy Prądzyński 1792–1850                                       | 2/1968     |
| Gabriel Zych                              | Generał Jan Henryk Dąbrowski 1755–1818                                    | 6/1974     |
| Stanisław Strumph-Wojtkiewicz             | Generał Jarosław Dąbrowski 1836–1871                                      | 4/1967     |
| Eligiusz Kozłowski                        | Generał Józef Bem 1794–1850                                               | 7/1970     |
| Stanisław Szenic                          | Generał Józef Chłopicki 1771–1854                                         | 5/1971     |
| Marek Borucki                             | Generał Józef Orłowski 1742–1807                                          | 8/1974     |
| Jadwiga Nadzieja                          | Generał Józef Zajączek 1752–1826                                          | 9/1970     |
| Joanna Zimińska                           | Generał Karol Kniaziewicz                                                 | 3/1971     |
| Saturnina Wadecka                         | Generał Karol Świerczewski „Walter” 1897–1947                             | 6/1976     |
| Jerzy Klechta                             | Generał Klemens Kołaczkowski 1793–1873                                    | 3/1977     |
| Mieczysław Chojnacki                      | Generał Ludwik Bogusławski 1773–1840                                      | 8/1975     |
| Lech Chmiel                               | Generał Ludwik Mierosławski 1814–1878                                     | 6/1975     |
| Stanisław Myśliborski-Wołowski            | Generał Marian Langiewicz 1827–1887                                       | 7/1971     |
| Wiesław Solecki                           | Generał Walery Wróblewski 1836–1908                                       | 5/1973     |
| Ryszard Zieliński                         | Gibraltarska katastrofa 1943                                              | 7/1973     |
| Wiesław Majewski                          | Grochów 1831                                                              | 1/1972     |
| Leszek Podhorodecki                       | Hetman Jan Karol Chodkiewicz 1560–1621                                    | 1/1976     |
| Leszek Podhorodecki                       | Hetman Jan Zamoyski 1542–1605                                             | 8/1971     |
| Leszek Podhorodecki                       | Hetman Stanisław Koniecpolski ok. 1591–1646                               | 9/1969     |
| Zygmunt Kosztyła                          | Hetman Wincenty Gosiewski ok. 1620–1662                                   | 9/1974     |
| Jan Meysztowicz                           | Husaria pod Kircholmem 1605                                               | 3/1970     |
| Marek Sadzewicz                           | Jan III Sobieski 1629–1696                                                | 6/1972     |
| Janusz Wojtasik                           | Kampania podhajecka 1698                                                  | 9/1971     |
| Krystyna Butkiewicz                       | Karol Kalita „Rębajło” 1830–1919                                          | 4/1976     |
| Ryszard Zieliński                         | Kazimierz Pułaski 1747–1779                                               | 6/1967     |
| Tadeusz Marian Nowak                      | Kazimierz Siemienowicz ok. 1600 – ok. 1651                                | 4/1969     |
| Karol Olejnik                             | Kazimierz Wielki 1310–1370                                                | 4/1975     |
| Stanisław Komornicki                      | Kołobrzeg 1945                                                            | 10/1973    |
| Ryszard Dzieszyński                       | Kraków w czasie „Potopu” 1655–1660                                        | 8/1976     |
| Karol Koźmiński                           | Książę Józef Poniatowski 1763–1813                                        | 2/1967     |
| Bohdan Królikowski                        | Labirynt wojny północnej 1700–1706                                        | 9/1972     |
| Zdzisław Pietras                          | Legnica 1241                                                              | 6/1969     |
| Alojzy Sroga                              | Lenino 1943                                                               | 9/1975     |
| Lech Chmiel                               | Leszek Czarny: 1240–1288                                                  | 1/1977     |
| Andrzej Feliks Grabski                    | Mieszko I ok. 930–992                                                     | 1/1973     |
| Zdzisław Pietras                          | Mieszko II 990–1034                                                       | 3/1972     |
| Olgierd Terlecki                          | Monte Cassino 1944                                                        | 6/1970     |
| Eligiusz Kozłowski                        | Na barykadach Paryża 1871                                                 | 6/1971     |
| Kazimierz Sławiński                       | Na wrześniowym niebie 1939                                                | 3/1976     |
| Saturnina Wadecka                         | Nad Nysą Łużycką 1945                                                     | 5/1968     |
| Saturnina Wadecka                         | Nad Turią i Bugiem 1944                                                   | 7/1975     |
| Kazimierz Korkozowicz                     | Nad Wisłą 1944                                                            | 3/1973     |
| Zbigniew Flisowski                        | Nad Zatoką Gdańską 1945                                                   | 9/1973     |
| Andrzej Syta                              | Noc listopadowa 1830                                                      | 2/1973     |
| Zdzisław Pietras                          | Obrona Niemczy 1017                                                       | 1/1967     |
| Zygmunt Kosztyła                          | Obrona odcinka „Wizna” 1939                                               | 7/1976     |
| Danuta Bieńkowska                         | Obrona wybrzeża 1626–1629                                                 | 4/1968     |
| Henryk Wisner                             | Od Ujścia do Warki 1655–1656                                              | 8/1973     |
| Władysław Misiołek                        | Odra 1945                                                                 | 2/1977     |
| Edward Granat                             | Partyzanci znad górnej Warty                                              | 1/1975     |
| Saturnina Wadecka                         | Pod Budziszynem 1945                                                      | 2/1972     |
| Jan Meysztowicz                           | Pod Cecorą i Chocimiem: 1620–1621                                         | 4/1974     |
| Marek Sadzewicz                           | Pod Chocimiem 1673                                                        | 7/1969     |
| Marek Sadzewicz                           | Pod Wiedniem i Parkanami 1683                                             | 5/1967     |
| Franciszek Bernaś Julitta Mikulska-Bernaś | Pod Wojdą i Zaborecznem 1942–1943                                         | 4/1972     |
| Jerzy Teodorczyk                          | Pogrom Kantymira 1624                                                     | 7/1972     |
| Bohdan Arct                               | Polacy w bitwie o Anglię 1940                                             | 3/1967     |
| Jan Meysztowicz                           | Polacy w bitwie o Narwik 1940                                             | 1/1968     |
| Stanisław Komornicki                      | Polacy w szturmie Berlina 1945                                            | 12/1971    |
| Hieronim Kroczyński                       | Polacy w walce o Kołobrzeg: 1807                                          | 10/1974    |
| Władysław Kisielewski                     | Polscy lotnicy w bitwie o Atlantyk 1940–1945                              | 11/1971    |
| Ryszard Zieliński                         | Powstanie wielkopolskie 1918–1919                                         | 7/1968     |
| Krystyna Butkiewicz                       | Pułkownik Edmund Callier 1833–1893                                        | 5/1974     |
| Gabriel Zych                              | Pułkownik Jan Michał Dąbrowski 1782–1827                                  | 8/1970     |
| Gabriel Zych                              | Raszyn 1809                                                               | 1/1969     |
| Stanisław Ozimek                          | Stare Miasto 1944                                                         | 10/1971    |
| Karol Koźmiński                           | Tadeusz Kościuszko 1746–1817                                              | 5/1969     |
| Karol Koźmiński                           | Tadeusz Kościuszko 1746–1817 (wyd. 2)                                     | 6/1973     |
| Bartłomiej Szyndler                       | Tomasz Wawrzecki: Ostatni naczelnik powstania kościuszkowskiego 1753–1816 | 5/1976     |
| Mieczysław Wrzosek                        | Trzecie powstanie śląskie 1921                                            | 10/1969    |
| Władysław Misiołek                        | W lasach lipskich i janowskich, czerwiec 1944                             | 4/1971     |
| Jerzy Targalski                           | W ogniu walk 1905                                                         | 10/1968    |
| Władysław Misiołek                        | W Puszczy Solskiej: czerwiec 1944                                         | 7/1974     |
| Stanisław Szenic                          | Walki o Warszawę 1656–1657                                                | 8/1968     |
| Jerzy Korczak                             | Wał Pomorski 1945                                                         | 7/1967     |
| Karol Bunsch                              | Warna 1444                                                                | 1/1971     |
| Adam Kaska                                | Warszawa styczeń 1945                                                     | 2/1971     |
| Leszek Podhorodecki                       | Władysław IV 1595–1648                                                    | 2/1974     |
| Stefan Maria Kuczyński                    | Władysław Jagiełło 1350–1434                                              | 10/1970    |
| Henryk Latoś                              | Władysław Łokietek ok. 1260–1333                                          | 8/1969     |
| Tadeusz Marian Nowak                      | Wojna trzynastoletnia 1454–1468                                           | 3/1974     |
| Ryszard Zieliński                         | Wrzesień 1939                                                             | 2/1970     |
| Ryszard Zieliński                         | Wrzesień pod Karpatami 1939                                               | 3/1969     |
| Saturnina Wadecka                         | Wyzwolenie Pragi 1944                                                     | 5/1970     |
| Henryk Wisner                             | Z lat potopu 1655–1660                                                    | 2/1975     |
| Jerzy Klechta                             | Z walk GL i AL w Warszawie 1942–1944                                      | 9/1968     |